# Heterotopia (medicina)

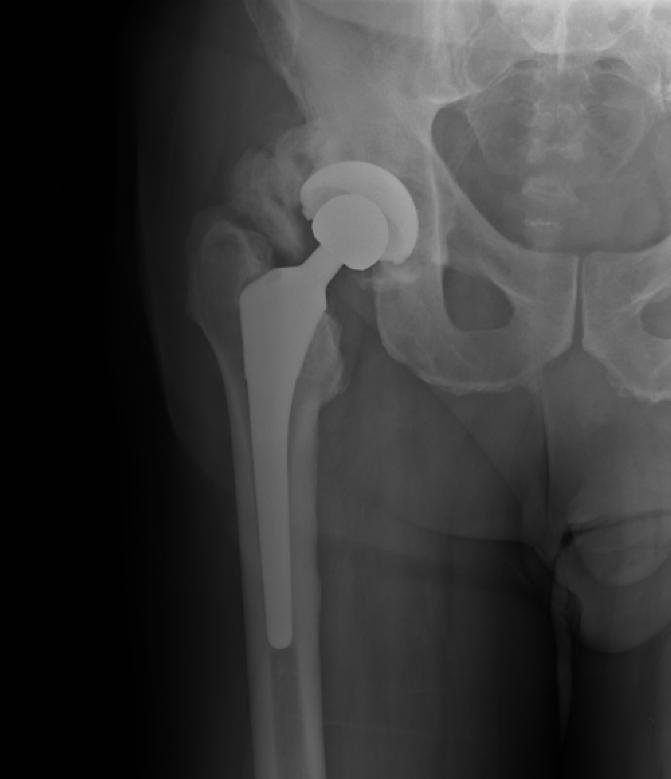
Ossificações heterotópicas são problema comum após traumas físicos fortes ou cirurgias ortopédicas.

Heterotopia (do grego hetero outro, topia local) em medicina se refere a um órgão em um lugar diferente do original. É o oposto de ortotopia (órgão no lugar original).

## Em cirurgia
Pode ser intencionalmente feito cirurgicamente para evitar complicações, como por exemplo quando os rins são transplantados em posição ilíaca ou quando um novo coração é colocado próximo ao original para agirem complementarmente.

## Patológico
Pode ser também por consequência de um defeito genético ou congênito. Nesse caso o deslocamento pode ser definido como situs ambiguus (local incerto em latim). Nesses casos raramente é apenas um órgão que está deslocado e as consequências sistêmicas podem ser fatais.
A ossificação heterotópica é comum após trauma físico grave, especialmente quando envolve lesão medular, e em vários tipos de cirurgia ortopédicas. Alguns casos só são perceptíveis com um exame de raio X enquanto os mais graves podem causar deformações sérias, dor e incapacitar certos movimentos.

## Tratamento
O tratamento geralmente envolve cirurgia para reposicionar o(s) órgão(s) ou osso(s) afetado(s), utilização prótese e longos períodos de fisioterapia. Alguns medicamentos típicos de pós-cirúrgicos como antibióticos e anti-inflamatórios podem ser usados para evitar complicações e analgésico pode ser prescrito para diminuir a dor.